# Ornithobius fuscus
Ornithobius fuscus är en insektsart som beskrevs av Le Souëf 1902. Ornithobius fuscus ingår i släktet Ornithobius och familjen fjäderlöss. Inga underarter finns listade i Catalogue of Life.